# Inozytol
Inozytol (cykloheksanoheksaol; łac. myo-Inositolum) – organiczny związek chemiczny z grupy cyklitoli (cyklicznych polioli), cykliczny sześciowęglowy alkohol polihydroksylowy zawierający sześć grup hydroksylowych. Bywa określany jako „witamina B8”, nie jest jednak witaminą, gdyż może być syntetyzowany przez organizm. Wszystkie izomery mają słodkawy smak.
Zależnie od położenia grup hydroksylowych istnieje teoretycznie dziewięć stereoizomerów inozytolu, przy czym istnieje para enancjomerów (chiro-inozytol). W myo-inozytolu (cykloheksan-cis-1,2,3,5-trans-4,6-heksaolu) grupy hydroksylowe przy węglach 1, 2, 3 i 5 znajdują się po tej samej stronie pierścienia, a grupy hydroksylowe przy węglach C4 i C6 po przeciwnej stronie. Ta forma spotykana jest najczęściej w przyrodzie i występuje w wielu roślinach i zwierzętach (w postaci w różnym stopniu ufosforylowanej, od monofosforanu do heksafosforanu myo-inozytolu).
Nazwy zwyczajowe pozostałych izomerów to: scyllo-, D-chiro-, L-chiro-, muko-, neo-, allo-, epi- i cis-inozytol. W naturze występują one jednak bardzo rzadko.

Konfiguracje stereoizomerów inozytolu
mio-
scyllo-
muko-
D-chiro-
L-chiro-
neo-
allo--
epi-
cis-

## Znaczenie dla człowieka
Inozytol jest wytwarzany w organizmie przy udziale enzymu o nazwie fitaza. Buduje fosfatydyloinozytol (glicerofosfolipid), który jest prekursorem ważnych drugorzędowych przekaźników (IP3 i DAG) hormonów takich jak GnRH i TSH oraz wchodzi w skład spermy (100 g spermy zawiera 53 mg inozytolu).
Inozytol zmniejsza hiperinsulinemię i hiperandrogenemię, co powoduje przy zespole policystycznych jajników powrót do regularnych cykli menstruacyjnych.

## Otrzymywanie
myo-Inozytol na skalę przemysłową otrzymywany jest poprzez hydrolizę kwasu fitowego, a ten z kolei izolowany jest z kukurydzy.
C
6H
18O
24P
6 + 6H
2O → C
6H
12O
6 + 6H
3PO
4

## Zastosowanie
Stosowany jako składnik niektórych napojów energetyzujących takich, jak np. Red Bull, Burn, Hustler Energizer i podobnych (odpowiada głównie za poprawę samopoczucia). Obniża również ciśnienie tętnicze powstałe wskutek stresu.